# Rantzausminde
Rantzausminde es una localidad situada en el municipio de Svendborg, en la región de Dinamarca Meridional (Dinamarca), con una población estimada a principios de 2018 de unos 1893 habitantes.
Se encuentra ubicada al sureste de la isla de Fionia, junto a la costa del Gran Belt (mar Báltico).